# KParts
KParts ist ein freies Komponenten-Framework von KDE. Es ist seit K Desktop Environment 2 Teil der Software-Plattform von KDE. Eine einzelne Komponente wird KPart genannt. Damit lässt sich Funktionalität eines Programmes, das als KPart zur Verfügung steht, in die Oberfläche eines anderen Programmes einbetten. Beispielsweise ist Konsole als KPart verfügbar und wird in Programmen wie dem Konqueror und Kate verwendet. Ein weiteres Beispiel ist beim Konqueror die Nutzung des KWord-KParts, um Dokumente eingebettet im eigenen Fenster anzuzeigen.
Die KParts entsprechen etwa den Bonobo-Komponenten in Gnome.